# Congrès des Arméniens occidentaux (1919)
Ne doit pas être confondu avec Congrès des Arméniens occidentaux (1917).
Le Congrès des Arméniens occidentaux (arménien : Արեւմտահայերու համագումար) de 1919, ou Second Congrès des Arméniens occidentaux, est un congrès qui a lieu du 6 au 13 février 1919 à Erevan (alors capitale de la Première République d'Arménie) et dont l'objectif est de s'occuper des questions du destin de l'Arménie occidentale et des réfugiés du génocide arménien dans le Caucase.

## Historique
Un peu moins de deux ans après le Premier Congrès des Arméniens occidentaux, un Second Congrès a lieu du 6 au 13 février 1919 à Erevan à l'initiative des autorités étatiques arméniennes. Il rassemble une cinquantaine de délégués (peut-être 55), qui représentent différents centres de réfugiés, la rédaction de journaux arméniens de Van comme Achkhadank et Van-Tosp, mais aussi des organisations d'entraide patriotiques.
Le Congrès est béni par le catholicos Georges V Soureniants. Parmi les intervenants, on compte par exemple Hovannès Katchaznouni, alors premier ministre de la Première République d'Arménie, qui les alerte contre les « excès du patriotisme local » et leur demande de mettre un terme à la distinction entre « nous » et « vous », c'est-à-dire Arméniens occidentaux et Arméniens orientaux.
La préoccupation principale du Congrès est le sort des réfugiés arméniens ayant fui la Turquie pour échapper au génocide arménien. Après leurs victoires face aux troupes ottomanes en mai 1918 à Karakilisa, Bach Abaran et surtout à Sardarapat, la proclamation de l’État arménien puis le traité de Batoum, les Arméniens estiment que le rapatriement des réfugiés sera rapide. La question de la logistique et de la sécurité de ce grand mouvement de population est ainsi discutée, ainsi que celle de la nécessaire assistance des autorités arméniennes mais aussi des autorités alliées en Transcaucasie.
Le 12 février 1919, les délégués adoptent une résolution exigeant une Arménie unifiée indépendante garantie par les Alliés, la condamnation des criminels de guerre comme Guillaume II et Talaat Pacha, ainsi que le versement d'indemnités de guerre par l'Empire ottoman. Ces revendications sont destinées à être portées à la conférence de la paix de Paris de 1919. 
Les réfugiés arméniens de Turquie qui se trouvent sur le territoire de la République arménienne sont alors en partie dirigés par un Comité exécutif, sorte de contre-gouvernement les représentant face aux autorités arméniennes de la République et chargé de collaborer avec elles. Cependant, comme le note Anahide Ter Minassian, le Comité exécutif place bien plus ses espoirs de salut dans la Délégation nationale arménienne de Boghos Nubar Pacha. Lors de la dernière session du Congrès, le 13 février, le Congrès élit un nouveau Comité exécutif composé de neuf membres et chargé de veiller à l'exécution des décisions du Congrès. Ainsi, ledit Comité fait pression auprès d'Hovannès Katchaznouni pour obtenir un Acte d'union entre Arménie occidentale et Arménie orientale. 